# Acuerdo de San Nicolás

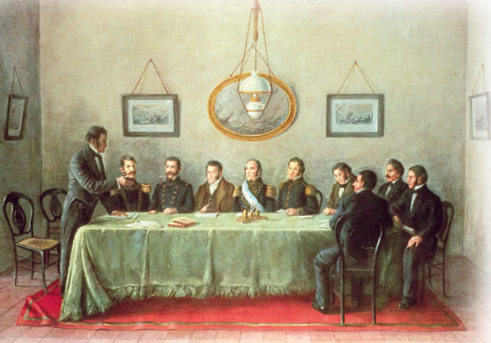
Acuerdo de San Nicolás.

El Acuerdo de San Nicolás fue un pacto firmado el 31 de mayo de 1852 por las catorce provincias argentinas y ratificado por trece de ellas, ya que la provincia de Buenos Aires lo rechazó. Redactado en dieciocho artículos, su objetivo fue sentar las bases de la organización nacional de la Argentina y sirvió como precedente a la sanción de la Constitución de 1853, figurando genéricamente como uno de los «pactos preexistentes» mencionados en el preámbulo de la Constitución.
El Acuerdo nombró a Justo José de Urquiza como director provisorio de la Confederación Argentina, estableció la vigencia del Pacto Federal de 1831 y dispuso la reunión de un Congreso General Constituyente en la ciudad de Santa Fe.
El 6 de abril de 1852, se procedió a la firma del «Protocolo de Palermo», tras una reunión celebrada entre los gobernadores de Buenos Aires, Corrientes, el representante de Santa Fe y el representante de Entre Ríos. El Protocolo nombró a Justo José de Urquiza para dirigir las Relaciones Exteriores de la República, hasta tanto que, reunido el Congreso Nacional, se estableciera definitivamente a quién correspondería ocupar el cargo. Dos días después, el 8 de abril, Urquiza invitó a los gobernadores de las provincias a una reunión que se desarrollaría el 20 de mayo, en San Nicolás de los Arroyos.

## Deliberaciones y firma del Pacto
El 29 de mayo fue la fecha en que se comenzaron las deliberaciones para determinar cuáles serían las bases de la organización nacional. El Acuerdo de San Nicolás fue firmado el 31 de mayo de 1852. Los representantes de las distintas provincias que adhirieron al Pacto fueron:
- Justo José de Urquiza (Provincia de Entre Ríos) y también por la Provincia de Catamarca;
- Vicente López y Planes (provincia de Buenos Aires);
- Benjamín Virasoro (Provincia de Corrientes);
- Domingo Crespo (Provincia de Santa Fe);
- Pedro Pascual Segura (Provincia de Mendoza);
- Nazario Benavídez (Provincia de San Juan);
- Pablo Lucero (Provincia de San Luis);
- Manuel Taboada (Provincia de Santiago del Estero);
- Celedonio Gutiérrez (Provincia de Tucumán);
- Manuel Vicente Bustos (Provincia de La Rioja).

Posteriormente, las provincias de Salta, Jujuy y Córdoba firmaron su adhesión. La provincia de Buenos Aires no ratificó el acuerdo.

## Disposiciones del Acuerdo
Diversos autores creen que el texto definitivo del Acuerdo fue propuesto por Juan Gregorio Pujol, secretario de Urquiza en esta oportunidad. Constaba de 19 artículos dispositivos y uno adicional:
- En el primer artículo se declaró al Tratado, celebrado el 4 de enero de 1831, como Ley fundamental de la República y determinó que debería ser observado y puesto en ejecución por el encargado de las Relaciones Exteriores de la Nación.
- En los artículos 4 y 5 se menciona el llamado a un Congreso General Constituyente, que se llevaría a cabo en el mes de agosto venidero, realizándose la elección de los Diputados que tomarían parte del Congreso. Se seguirían las reglas establecidas por la Ley de elecciones para la elección de los diputados de las Legislaturas Provinciales. Se declara a todas las provincias iguales en derechos y el número de representantes sería de dos diputados por cada provincia.
- En los artículos 6 y 7 se menciona que el Congreso sancionaría la Constitución Nacional, consensuada por mayoría de sufragios, colocando los intereses de la Nación por encima de las provincias.
- El artículo 8, declara que los diputados no podrán ser juzgados por sus opiniones, ni acusados por ningún motivo, ni autoridad alguna hasta que no esté sancionada la Constitución, aunque las provincias podrían retirarlos y reemplazarlos de considerarlo oportuno.
- Según lo dictado en el artículo 11, el Congreso se llevaría a cabo en la ciudad de Santa Fe.
- En el artículo 15 se otorgan facultades ejecutivas a Urquiza y lo nombra como Director Provisorio de la Confederación Argentina.
- El artículo adicional invita a las provincias que no firmaron el Acuerdo a adherirse al mismo a través del Director Provisorio de la Confederación Argentina.

## El rechazo de Buenos Aires
El rechazo de Buenos Aires al Acuerdo radicó fundamentalmente en lo declarado en los artículos 5, 11, 15, 18 y 19. Se negaba a que las provincias tuvieran el mismo número de diputados y que se realizara el Congreso en Santa Fe, pues no podría controlarlo ni imponer sus ideas. Además se opuso a que un caudillo del interior —como lo era Urquiza— fuera nombrado Director Provisorio de la Confederación Argentina. Tampoco aceptaba que las provincias aportaran un porcentaje de lo recaudado por su comercio exterior al mantenimiento del gobierno, porque, de ese modo, Buenos Aires sería la provincia que más aportaría.
Las discusiones durante las jornadas de junio llevaron al rechazo del Acuerdo por la Legislatura porteña. Un golpe de Estado dado por Urquiza la obligó momentáneamente a aceptarlo, pero la revolución del 11 de septiembre de 1852 llevó al poder a los opositores del mismo, que lo desconocieron oficialmente.

## Consecuencias del Acuerdo de San Nicolás
Las consecuencias más relevantes del Acuerdo fueron básicamente dos: la primera fue la sanción de la Constitución de 1853, que entró en vigencia dentro de la Confederación Argentina. Fue sancionada el 1 de mayo de ese año y al año siguiente fue elegido Urquiza como primer presidente, por un lapso de 6 años. La segunda fue la separación del Estado de Buenos Aires del resto de la Confederación. Esta situación perduraría hasta 1860, tras la derrota militar de Bartolomé Mitre a manos de Urquiza, en la Batalla de Cepeda.